# Christophe Dupouey
Christophe Dupouey, né le 8 août 1968 à Aureilhan et mort le 4 février 2009 à Momères, est un coureur cycliste français spécialiste de VTT cross-country. Dans cette discipline, il est champion du monde en 1998 et vainqueur de la coupe du monde en 1996. Il a également participé aux Jeux olympiques de 1996 où il a pris la quatrième place.

## Biographie
Auteur de bons résultats chez les amateurs (il est notamment vice-champion du Monde militaires de cyclo-cross en 1990), Christophe Dupouey est approché par l'équipe professionnelle espagnole ONCE. Christophe Dupouey souhaitant donner la priorité à sa carrière en VTT, les négociations n'aboutissent pas.
Spécialiste du cross-country, il remporte la Coupe du monde de 1996. Il participe cette année-là aux Jeux olympiques d'Atlanta, où il prend la quatrième place. En 1998, il est sacré champion du monde à Mont Sainte-Anne au Canada.
Gardant l'espoir de faire carrière sur route, à l'image de Miguel Martinez, il passe la fin de l'année 2002 au sein de l'équipe Saint-Quentin-Oktos en tant que stagiaire, mais ne décroche pas de contrat pour 2003.
Il met fin à sa carrière en 2004. Impliqué avec son ami Laurent Roux dans l'affaire du pot belge qui éclate en 2005, il est condamné à une peine de prison avec sursis en 2006.
En 2008, il devient responsable du système de vélos en libre service de Tarbes, nommé vel'en ville. Souffrant d'une dépression, il se suicide le 4 février 2009.

## Palmarès en VTT

### Jeux olympiques
- Atlanta 1996
  - 4e du cross-country

### Championnats du monde
- Mont Sainte-Anne 1998
  -  Champion du monde de cross-country

### Championnats d'Europe
- 1995
  -  Médaillé de bronze du cross-country
- 1996
  -  Champion d'Europe de cross-country
- 1998
  -  Champion d'Europe de cross-country

### Coupe du monde de cross-country
- 1er en 1996 (2 manches)
- 2e en 1997 (2 manches)
- 11e en 1998[6] (1 manche)
- 9e en 1999 (1 manche)
- 3e en 2000 (1 manche)
- 8e en 2002

### Championnats de France
- 1998
  -  Champion de France de cross-country
- 2002
  -  Champion de France de cross-country

### Divers
- 2e du Raid VTT de Cassis en 1999

## Palmarès sur route
| - 1988 - 2e du championnat de Midi-Pyrénées - 1991 - Circuit des Vins du Blayais - Tour du Littoral - 1992 - 4e étape de la Cinturón a Mallorca - 1993 - 3e du Tour de Bigorre - 3e du Tour de Tarn-et-Garonne - 3e de Paris-Barentin - 1994 - Tour de Bigorre - 2e du Tour de Bigorre - 3e du Grand Prix Pierre-Pinel - 1996 - Critérium de Biran - 1998 - Grand Prix du Mont Pujols - Grand Prix de Biran - 1999 - 3e de la Route du Pays basque - 3e du Grand Prix de Puy-l'Évêque | - 2000 - Champion de Midi-Pyrénées sur route - Grand Prix du Mont Pujols - Trophée des Châteaux aux Milandes - 2001 - Champion de Midi-Pyrénées du contre-la-montre - Tarbes-Sauveterre - 2e du Grand Prix Pierre-Pinel - 2e du Grand Prix des Fêtes de Coux-et-Bigaroque - 2e du championnat de Midi-Pyrénées sur route - 2e de l'Étape du Tour - 3e du Circuit de la Nive - 2002 - Route de l'Atlantique - Boucles du Tarn - 2e du Tour du Lot-et-Garonne - 2e du championnat de Midi-Pyrénées - 2e de la Ronde du Sidobre - 2e du Tour de Tarn-et-Garonne - 2003 - 3e de la Route du Pays basque |  |